# Oberheim OB-8
L'Oberheim OB-8 est un synthétiseur analogique soustractif lancé par Oberheim au début de 1983 et abandonné en 1985. Il fait partie de la gamme de synthétiseurs compacts polyphoniques OB-X et succède à l'OB-Xa. Le nombre produit était d'environ 3 000 unités.
L'OB-8 est doté d'une polyphonie à huit voix, une multi-timbralité à deux parties, un clavier de piano de 61 notes contrôlé par processeur, un LFO programmable et une modulation d'enveloppe sophistiqué, des filtres bipolaires et quadripolaires, un arpégiateur, un stockage par cassette externe, MIDI et 120 patchs de mémoire, 24 patchs bi-timbraux, et il utilise le processeur Z80. L'interface du musicien comprend également deux pages de commandes programmables en façade, des commandes d'exécution en façade gauche et un ensemble de pédales et de commutateurs.
Les artistes qui ont utilisé l'OB-8 incluent Alice Coltrane, dans sa musique de l'ashram, Boys Noize, Ou Est Le Swimming Pool, Prince, Spinetta Jade , Queen, Van Halen, Depeche Mode, The War on Drugs, Styx, Kool & The Gang, Jimmy Jam et Terry Lewis, Clarence Jey, The Police, Siekiera, Silent Running, The KLF, Steve Roach - Structures From Silence ,Future Sound of London, Barnes &amp; Barnes et Nik Kershaw.

## Utilisateurs notables
- Levon Abrahamyan
- 14 Bis
- Andy Whitmore (Greystoke Studios)
- Art of Noise[5].
- Depeche Mode
- Dennis DeYoung
- David Frank
- Prince
- Simple Minds[6].
- 'Til Tuesday
- Floating Points[7].
- Steve Roach
- Steve Hillier de Dubstar
- Jimmy Jam[8].
- Clarence Jey
- The Police
- The KLF[5].
- Soul II Soul[5].
- Pet Shop Boys[5].
- Van Halen
- Thompson Twins